# Mossgölen (Stjärnorps socken, Östergötland)
Mossgölen är en sjö i Linköpings kommun i Östergötland och ingår i Motala ströms huvudavrinningsområde.